# Spatel

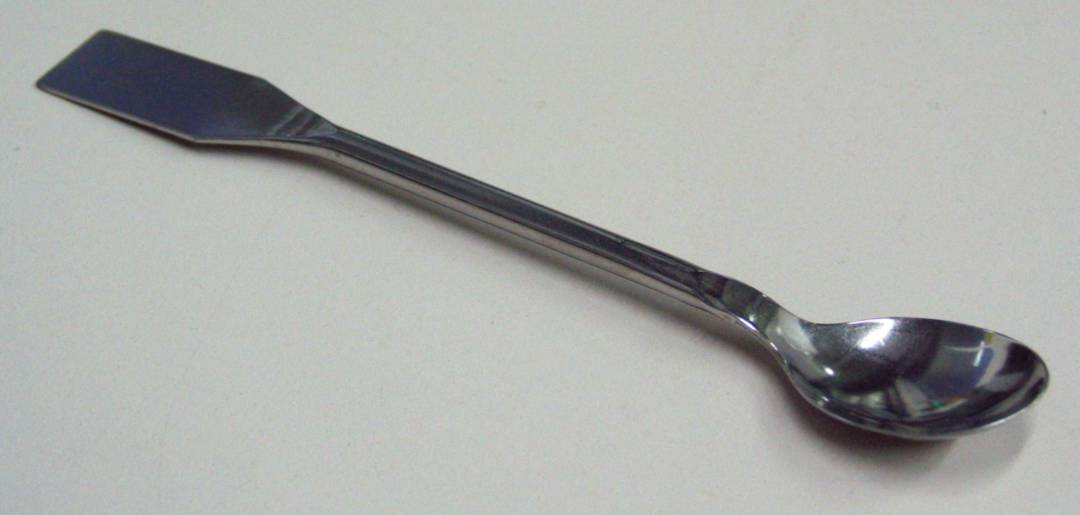
Löffelspatel

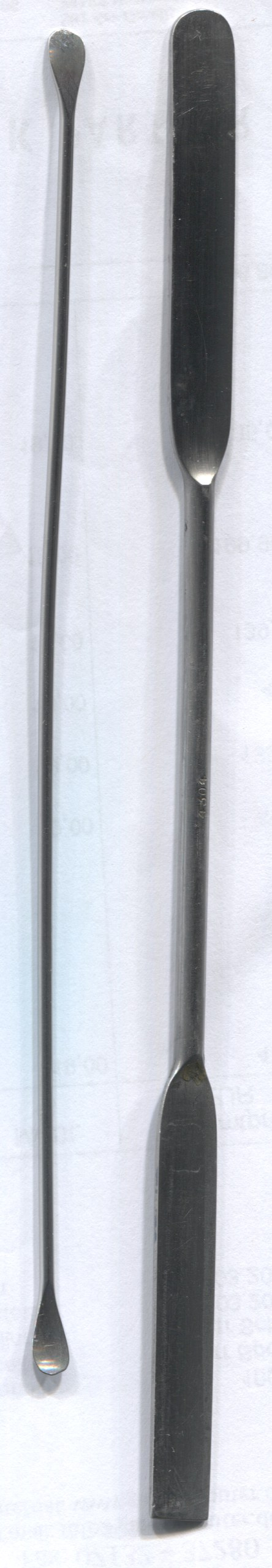
Zwei Laborspatel aus Metall

Ein(e) Spatel (mask., selten auch fem.) ist eine kleine flache Schaufel zum Auftragen, Entnehmen, Mischen oder Entfernen von Substanzen. Der Name ist mittelhochdeutsch vom lateinischen Wort spatula („Spatel, flaches Streichholz“) abgeleitet, einem Diminutiv der Schwertform Spatha.
Anzutreffen sind Spatel insbesondere
- im Chemielabor als Laborgerät
- in der Pharmazie zum Umrühren bei der Arzneizubereitung
- in der Medizin als flaches Schäufelchen zum Auftragen von Arzneimitteln und als Diagnostikgerät
- im Lebensmittelbereich als Arbeits- bzw. Küchengerät, und zwar in der Lebensmittelindustrie und im Ernährungshandwerk bzw. im Haushalt und beim Kochen (vor allem beim Backen).

## Heutiger Gebrauch
Spatel werden vorwiegend als Laborgerät zum Abkratzen, Zerkleinern, Aufnehmen und Transportieren von kleinen Chemikalienmengen im Labor verwendet.  Sie bestehen aus verschiedenen Materialien (Eisen, Titan, Platin, Schmuckstein, Nickel, Keramik, Holz, Horn, Kunststoff oder Glas) und können verschiedene Formen haben (z. B. Flachspatel, Drigalskispatel oder Löffelspatel).

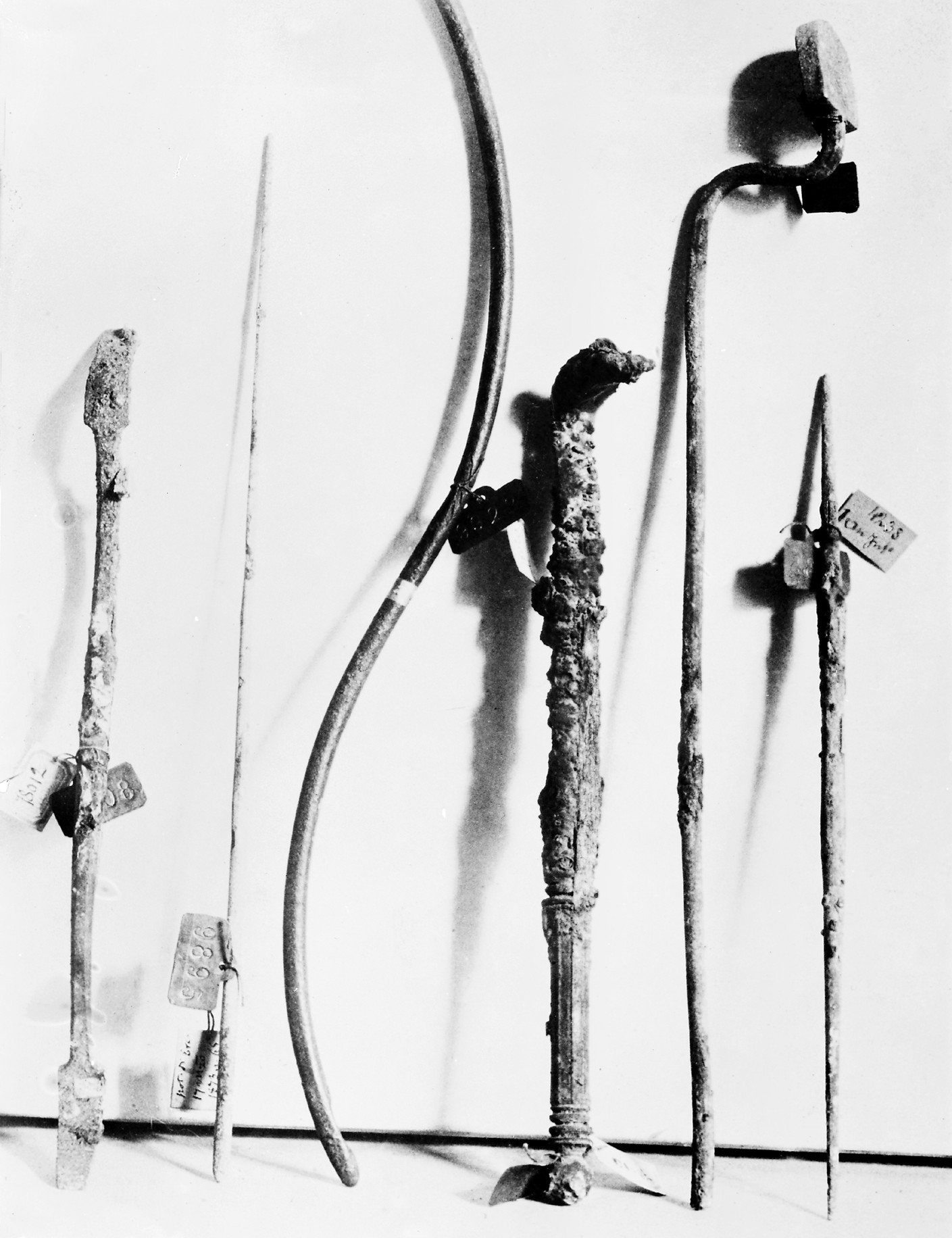
Römische chirurgische Instrumente, Spatel, Sonden, Kauter, allesamt in Pompeji gefunden. Nationalmuseum Neapel.

Spatel können in der Regel nicht zum Rühren in aggressiven Lösungen verwendet werden: Metallspatel – auch solche aus Edelstahl – korrodieren z. B. in (konzentrierten) Säuren, lackierte Spatel werden von manchen Lösungsmitteln angegriffen. Glasstäbe, Teflonstangen oder -Rührfische sind in den meisten Fällen chemisch beständiger als Spatel.
Im Haushalt werden Spatel zum Auftragen und Verteilen von Teig und Überzügen benutzt. Für Speiseeis wird ein Eisspatel verwendet.
Kleine Plastikspatel werden gerne zum Öffnen von elektronischen Geräten (Mobiltelefon, Fernbedienung, Computer) verwendet, wenn deren Kunststoffgehäuse durch Laschen mit Widerhaken zusammengehalten werden.

## Medizinprodukte
Zum Holzspatel siehe Mundspatel. Zum Mundspatel eines Kehlkopfspiegels siehe Laryngoskop.

## Spatel als archäologische Werkzeuge
Verschieden geformte Spatel eignen sich für die Feinarbeit beim Freilegen von archäologischen Funden. Werden bei einer Ausgrabung Fundstücke freigelegt, werden diese mit Pinsel, Spachtel, Maurer- und Spitzkelle sowie Feinwerkzeugen freigelegt, auch „freigeputzt“. Für die Feinarbeiten eignen sich Spatel, Pinsel oder auch Dentalwerkzeuge, wie Sonden etc.